# 후쿠이즈미정
후쿠이즈미정(일본어: 福泉町)은 일본 오사카부 센보쿠군에 설치되었던 정이다. 현재의 사카이시 미나미구와 니시구에 해당한다.